# Antoine Graincourt
Pour les articles homonymes, voir Graincourt.
Antoine Noël Benoît Graincourt, né à Corbie (Somme), le 17 mars 1748 et mort à Champeaux (Seine-et-Marne), le 26 décembre 1823, est un peintre et miniaturiste français.

## Biographie
Antoine Graincourt quitta sa Picardie natale pour s'installer à Paris où il fut formé par Gabriel François et Gabriel-François Doyen et reçut un traitement financier de la part du Cardinal de Luynes. 
Il peignit des portraits des plus célèbres militaires français de l'époque ou du passé récent, tels que René Duguay-Trouin et le marquis de Châteaurenault.

## Source
- (en) Cet article est partiellement ou en totalité issu de l’article de Wikipédia en anglais intitulé « Antoine Graincourt » (voir la liste des auteurs).

## Publications
- Les Hommes illustres de la marine françoise, leurs actions mémorables et leurs portraits, Paris, Bastien Jorry, 1780. In-4, 399 p.
- Défense des Picards et du défenseur de la religion, Paris, Lefebvre, 1814, In-8°, 14 p.